# Miltochrista limbata
Miltochrista limbata là một loài bướm đêm thuộc phân họ Arctiinae, họ Erebidae.